# Hundisburg

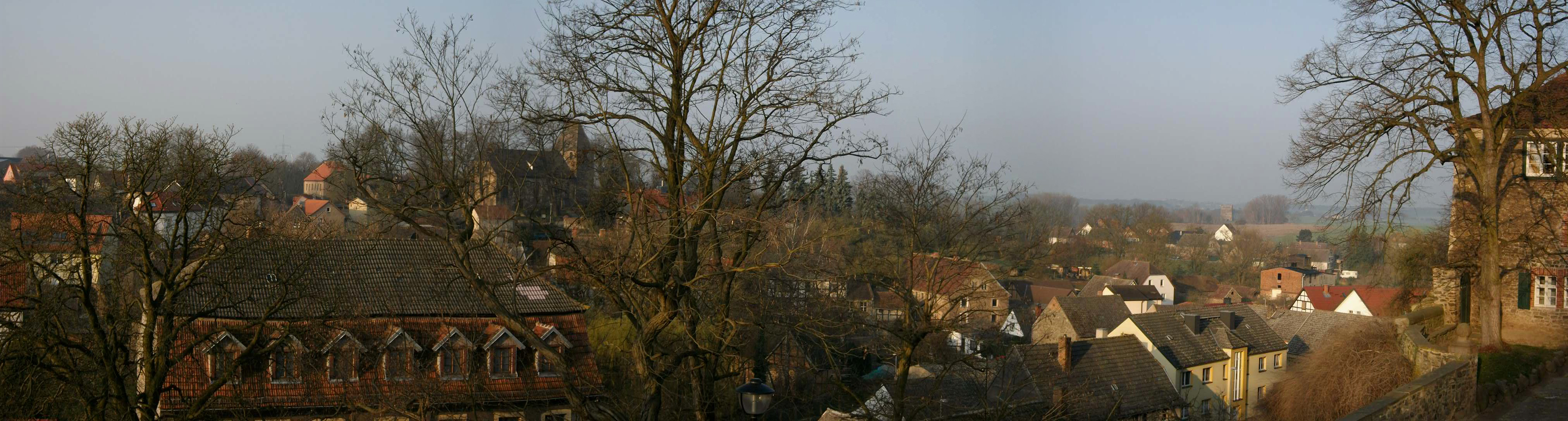
Panoramablick über Hundisburg vom Schloss aus

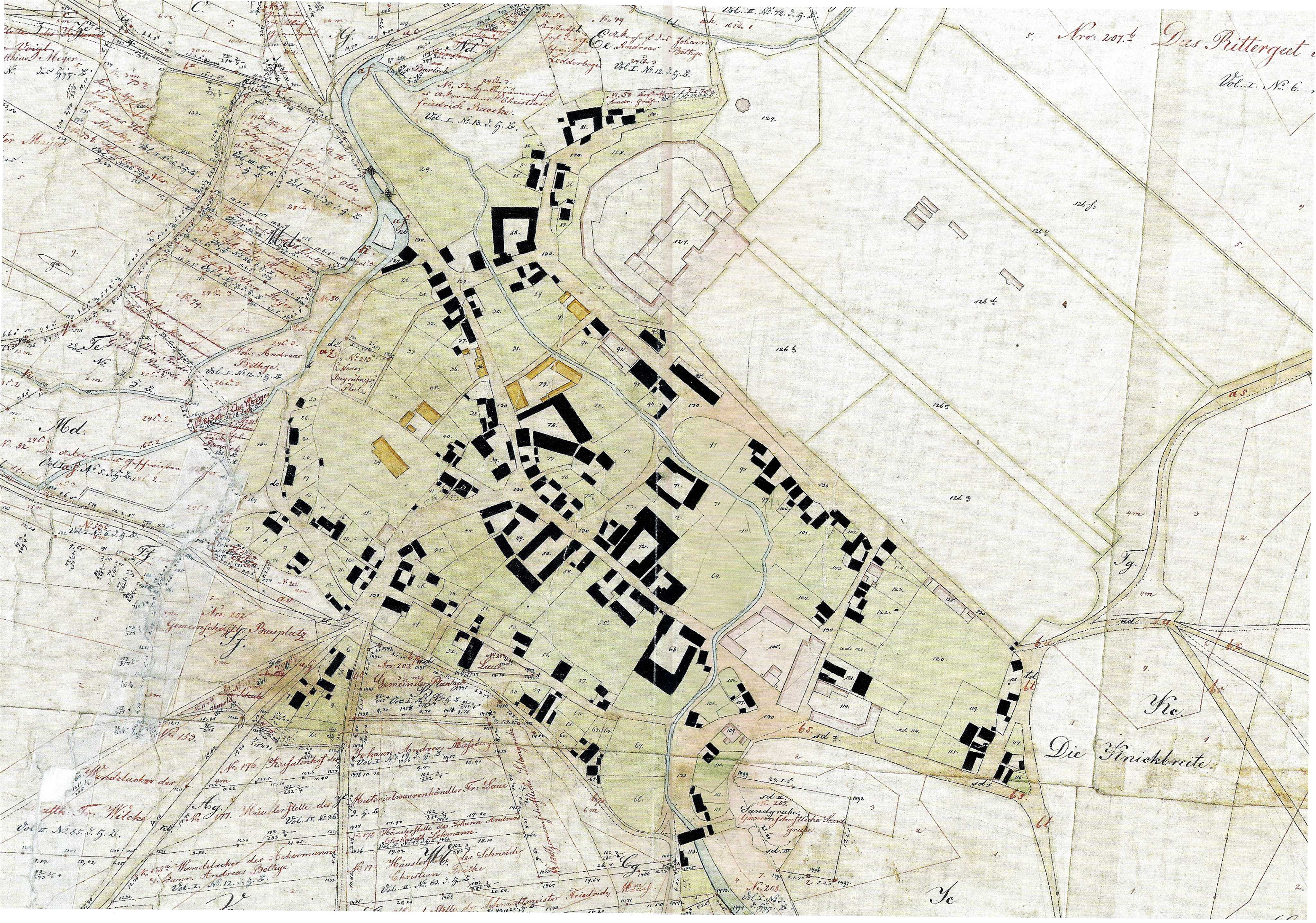
Ausschnitt aus der Separationskarte

Hundisburg ist ein Ortsteil der Stadt Haldensleben im Landkreis Börde in Sachsen-Anhalt.

## Geographie
Hundisburg liegt an der Beber und deren Zuflüssen Olbe und Garbe.
Heute nimmt Hundisburg eine Fläche von ungefähr zwei Quadratkilometern ein. Außerdem gehören zum Dorf rund 1500 bis 2000 Hektar Wiesen und landwirtschaftliche Nutzfläche. Hundisburg hat Stand Ende 2017 897 Einwohner. Das Dorf liegt ca. 30 km nordwestlich von Magdeburg.

## Geschichte
Eine frühgeschichtliche Besiedlung ist seit der Steinzeit belegt.
Der Name des Dorfes geht auf die Hunoldesburg aus dem 12. Jahrhundert zurück. Hier befand sich zunächst ein Kanoniker-Stift, später eine erzbischöfliche Vogtei. Unterhalb der Burg befanden sich mehrere freie Turmhöfe der Burgmannen. Bis etwa zum 15. Jahrhundert existierte das nahegelegene Dorf Nordhusen. Zerstörungen durch die Welfen führten zur Ansiedlung von Nordhusenern unterhalb der schützenden Hundisburg; die Ortschaft Hundisburg entstand. Seit 1453 gehörte die Burganlage der Familie von Alvensleben. Zu Beginn des 19. Jahrhunderts gingen Schloss und Gutswirtschaft an die Familie Nathusius über. Beide Familien errichteten wesentliche Gebäude im Ort.
Am 30. September 1928 wurde der Hauptteil des Gutsbezirkes Hundisburg mit der Landgemeinde Hundisburg vereinigt. Ein kleiner Teil des Gutsbezirkes kam zu Althaldensleben.

## Politik
Zum 1. Juni 1994 wurde die bis dahin selbstständige Gemeinde Hundisburg eingemeindet und gehört seitdem zu Haldensleben. In Hundisburg existiert ein Ortschaftsrat. Ortsbürgermeister ist Nico Schmidt.
Mitglieder des Ortschaftsrates:
- Nico Schmidt (CDU)
- Thomas Seelmann (CDU)
- Christopher Schäfer (CDU)
- Carsten Prüße (CDU)
- Holger Tuchen (CDU)
- André Franz (Die Linke)
- Thomas Herrmann (FUWG)
- Florian Jericke (Einzelbewerber)
- Michael Pekok (Einzelbewerber)[4]

## Wappen
Das Wappen wurde am 16. Januar 1992 durch das Regierungspräsidium Magdeburg genehmigt.
Blasonierung: „In Rot eine silberne Kirchturmruine mit schwarzen Öffnungen.“
Die dargestellte Kirchturmruine ist das einzige erhaltene Bauwerk des bis zum ausgehenden Mittelalter wüst gewordenen Dorfes Nordhusen. Nordhusen war die ursprüngliche Ansiedlung innerhalb der heutigen Gemarkung Hundisburg. Durch die Verlagerung der Siedlungstätigkeit in die Nähe der Hunoldesburg entstand wahrscheinlich erst seit dem 12. Jh. das Dorf Hundisburg. Nordhusen hat also als Vorgängersiedlung einen direkten Bezug zum heutigen Dorf.
Die silberne Tingierung der dargestellten Kirchturmruine symbolisiert den geologischen Untergrund Hundisburgs, die Grauwacke. Dieses Gestein diente seit dem Mittelalter als vorrangiges Baumaterial des Ortes und prägt in Form stillgelegter Steinbrüche und zahlreicher historischer Bauwerke auch heute noch das Dorfbild.
Die rot-weiße Tingierung des Wappens greift die Farben des Erzbistums Magdeburg auf, in dessen Gebiet Hundisburg lag.

## Kultur und Sehenswürdigkeiten
Der Näpfchenstein von Hundisburg (Schalenstein) liegt an der Hauptstraße am Abzweig vom Schackensleber Weg als ein als Kriegsdenkmal verwendeter, etwa 2,5 Meter hoher Stein, der zahlreiche Näpfchen aufweist. Der Stein wurde in der Ruine Nordhusen in einer Wüstung westlich von Hundisburg zusammen mit anderen Steinen gefunden. Die Näpfchen stammen aus der Bronzezeit und waren mit bestimmten Zeremonien verbunden. Häufig handelt es sich bei Näpfchensteinen um die Decksteine von Megalithanlagen. Ob dies auch hier der Fall war, lässt sich nicht mehr feststellen. Der Stein wurde 1913 hier aufgestellt.

### Museen
- Das Schulmuseum befindet sich in einem alten Schulgebäude im Ort
- „Das Haus des Waldes“ ist im nördlichen Flügel des Schlosses untergebracht

### Bauwerke
Bedeutende Hundisburger Bauwerke sind das Schloss Hundisburg, Ziegelei Hundisburg, St. Andreas, Kirchenruine Nordhusen und Boitzturm.

#### Dorfkirche St. Andreas

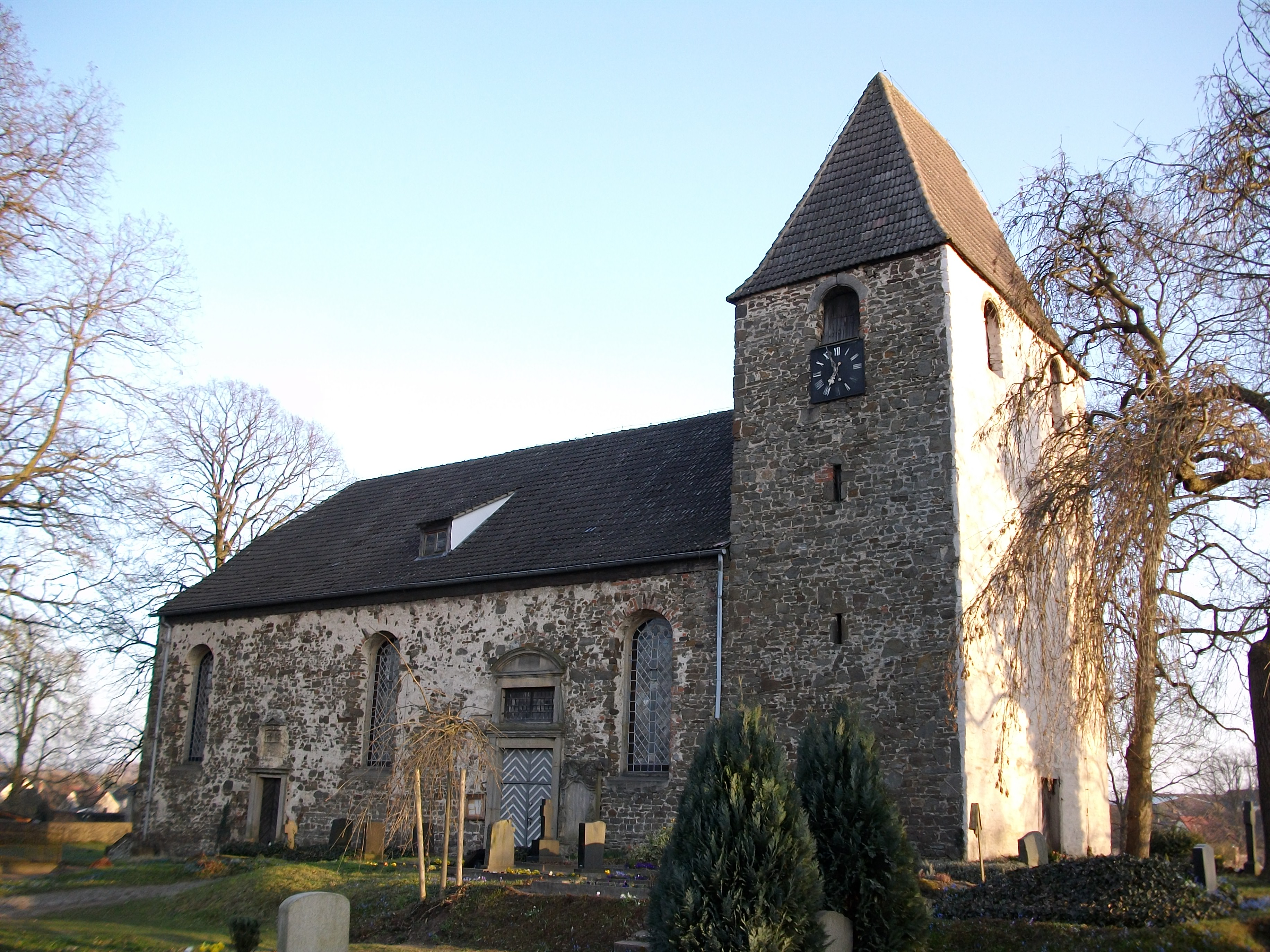
St. Andreas in Hundisburg

Die einstigen Blütezeiten Hundisburgs zeichnen sich am anschaulichsten in der Bautätigkeit an der Dorfkirche ab. Ursprung ist eine 1218 erbaute Kapelle, die 1266 einen Turm erhielt. Das heutige Aussehen prägt der Umbau und die Ausstattung aus dem Jahre 1708. Im Gegensatz zur schlichten äußeren Gestaltung wirkt der barocke Innenraum mit Stuckdecke, Emporen und Kanzel besonders durch seine Farbigkeit repräsentativ. Er dürfte unter dem Einfluss des gleichzeitig erfolgten Schlossneubaus entstanden sein. Die Orgel in St. Andreas wurde von Orgelbaumeister August Troch (1817–1890), Neuhaldensleben, gebaut. Das bedeutendste Kunstwerk der Kirche ist das für den im Jahre 1596 verstorbenen Ludolph von Alvensleben und seine Familie geschaffene Grabdenkmal. Die drei 1726 und 1731 von Christian See gegossenen Kirchenglocken (Schlagtöne: d1−e1−gis1) sind eine Meisterleistung des Bronzegusses.

#### Kirchenruine Nordhusen
Noch heute kündet die imposante Kirchenruine von der großen Bedeutung des einstigen Dorfes Nordhusen. Schon bald nach dem Bau des Westquerturmes der ehemaligen Kirche im 12. Jahrhundert siedelten die Bewohner des Ortes zunehmend in die aufblühende Burgmannensiedlung Hundisburg über, bis Nordhusen im späten Mittelalter zur Wüstung wurde. Nur die an der Beber gelegene Wassermühle (auch Obermühle genannt) bestand noch bis 1848. Die Turmruine, die sich auch im Wappen der ehemaligen Gemeinde Hundisburg wiederfindet, besteht aus der in unmittelbarer Nähe anstehenden Grauwacke, dem ältesten Gestein der Region, und weist die für romanische Bauten typischen Architekturformen auf. Heute ist die Ruine Nordhusen Brutstätte zahlreicher Vögel und eine Station auf der Straße der Romanik.

#### Boitzturm

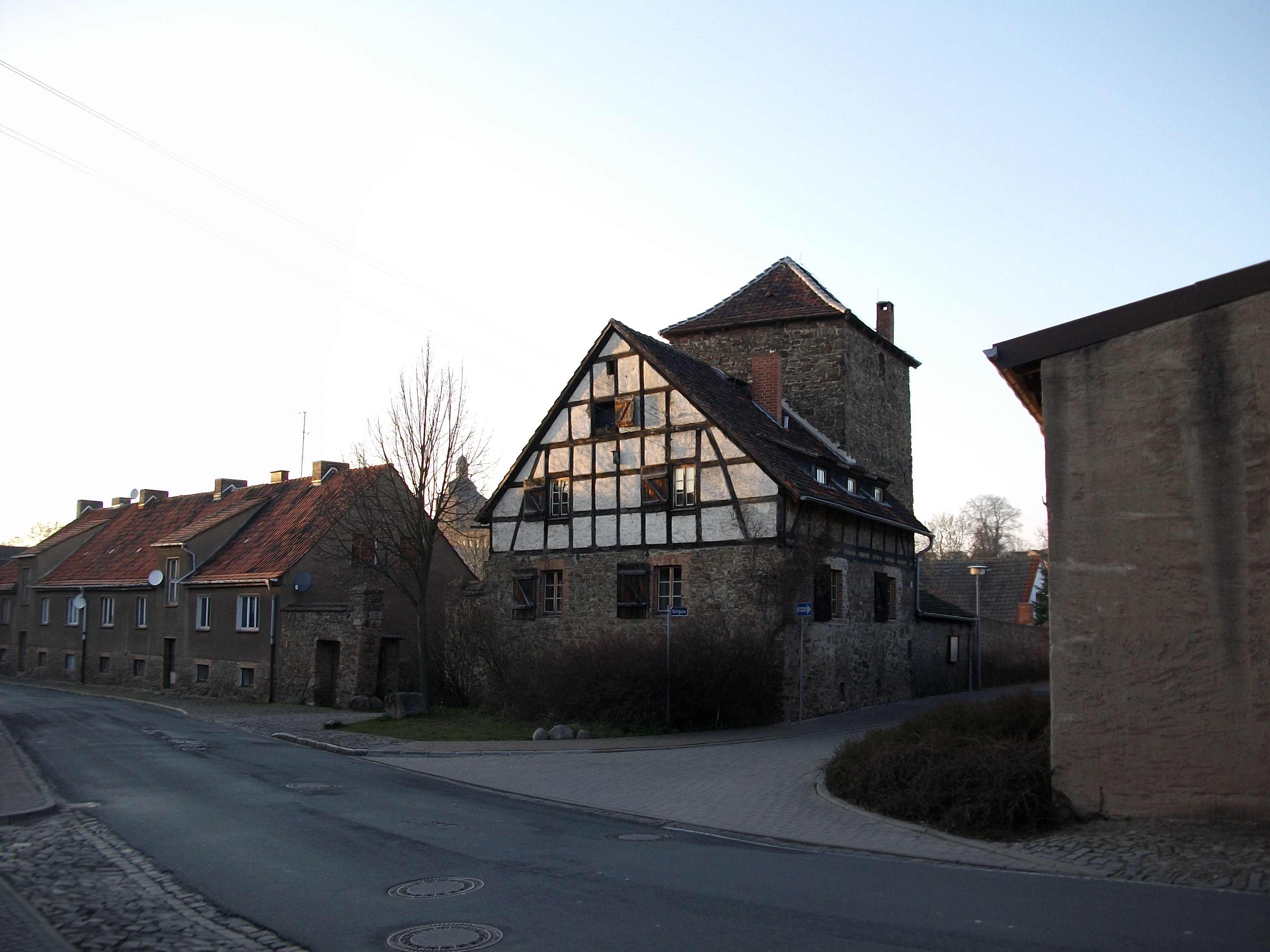
Boitzturm in Hundisburg

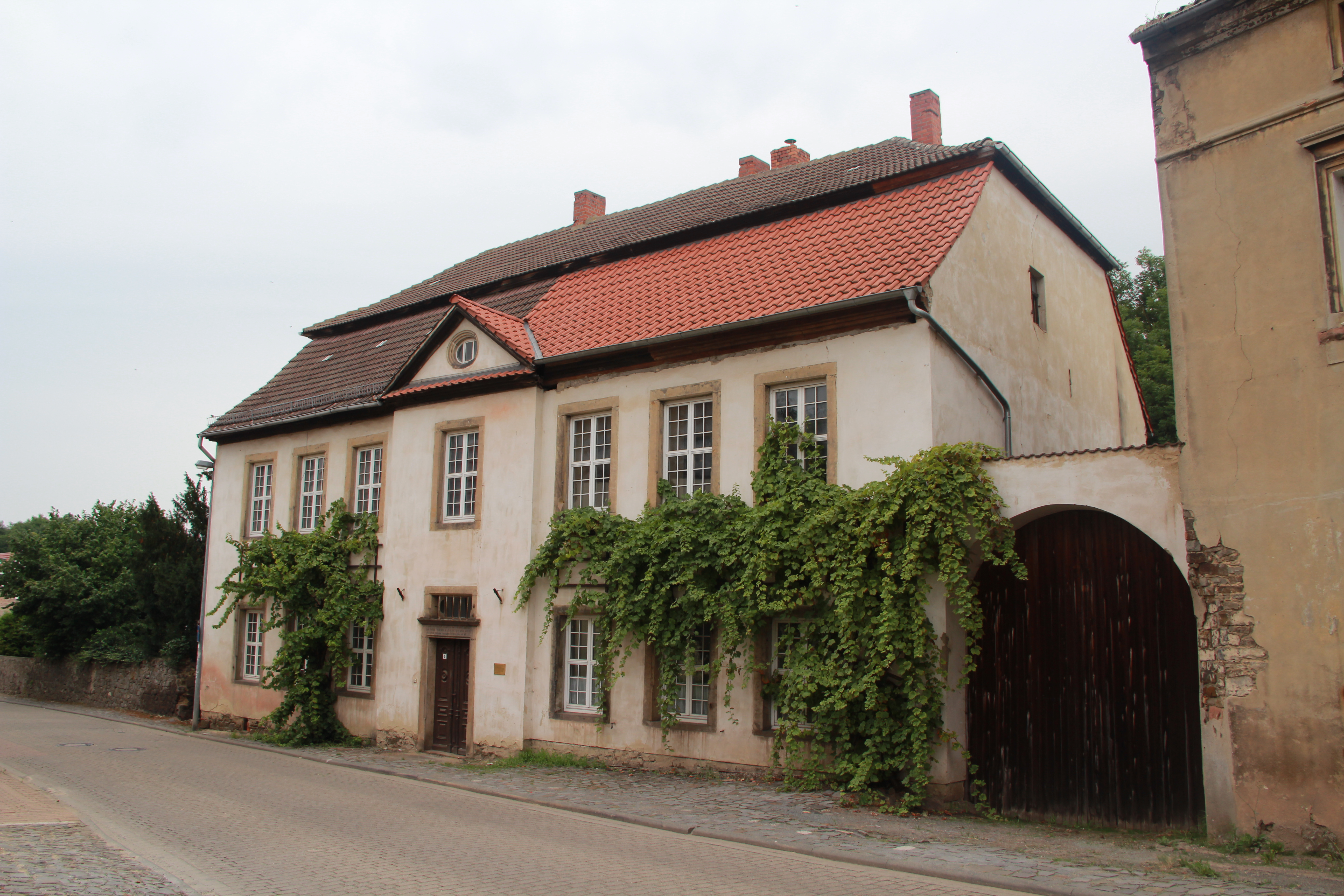
Altes Pfarrhaus

Vom Ursprung her ist Hundisburg kein Bauerndorf, sondern eine Burgmannensiedlung. Zunächst siedelten sich seit dem 13. Jahrhundert unterhalb der Hunoldesburg die mit dem Schutz der Burg betrauten Ritter an und errichteten auf ihren Höfen steinerne Türme. Ursprünglich gab es sechs derartige Turmhöfe. Bis heute hat sich jedoch nur ein um 1250 erbauter Wohnturm erhalten. Dieser Turm diente mit seinen dicken Mauern, dem Zinnenkranz und Sperrriegeln der Verteidigung. Mit Schmuckfenster, Kamin und Aborterker war er zugleich eine repräsentative Wohnung. Bis zum späten Mittelalter wuchs Hundisburg zu einem beachtlichen Flecken mit Ortsbefestigung und drei Toren, wobei das Magdeburger Tor heute noch vorhanden ist.

#### Rektorat und Schulmuseum
Im Jahre 1560 stiftete Ludolph von Alvensleben die erste Schule in Hundisburg. 1705 entstand das jetzige, als Rektorat bezeichnete, Schulgebäude. Es folgte an anderer Stelle der Bau weiterer Schulen, die man Kantorat und Thieschule nannte. Vom ursprünglichen Fachwerkbau des Rektorates ist heute noch ein großer Teil erhalten. Lediglich das Klassenzimmer wurde mehrmals umgebaut und erweitert. In diesem befindet sich seit 1988 ein Schulmuseum. Zu besichtigen ist ein komplettes im Stil der vorigen Jahrhundertwende eingerichtetes Klassenzimmer und eine Dokumentation der Schulgeschichte.

### Sehenswürdigkeiten

#### Landschaftspark
Die Landschaft um Hundisburg wird von den Tälern der Bäche Garbe, Olbe und Beber geprägt. Der Verlauf des Bebertales entspricht hier der Nordgrenze der Magdeburger Börde mit ihren fruchtbaren Lößböden. Viele der oft steilen Talhänge sind mit Trockenrasen und mit Steppenpflanzen bewachsen. Zwischen Hundisburg und Althaldensleben ist das Tal der Beber im 19. Jahrhundert in einen ausgedehnten Landschaftspark umgestaltet worden. Der damalige Besitzer des Klostergutes Althaldensleben und des Hundisburger Schlosses Johann Gottlob Nathusius ließ hier eine Ideallandschaft von besonderer Schönheit entstehen. Heute führt ein naturkundlich-historischer Lehrpfad durch den Park und macht unter anderem mit der reichen Geschichte dieses Gebietes vertraut.

#### Galgenberg

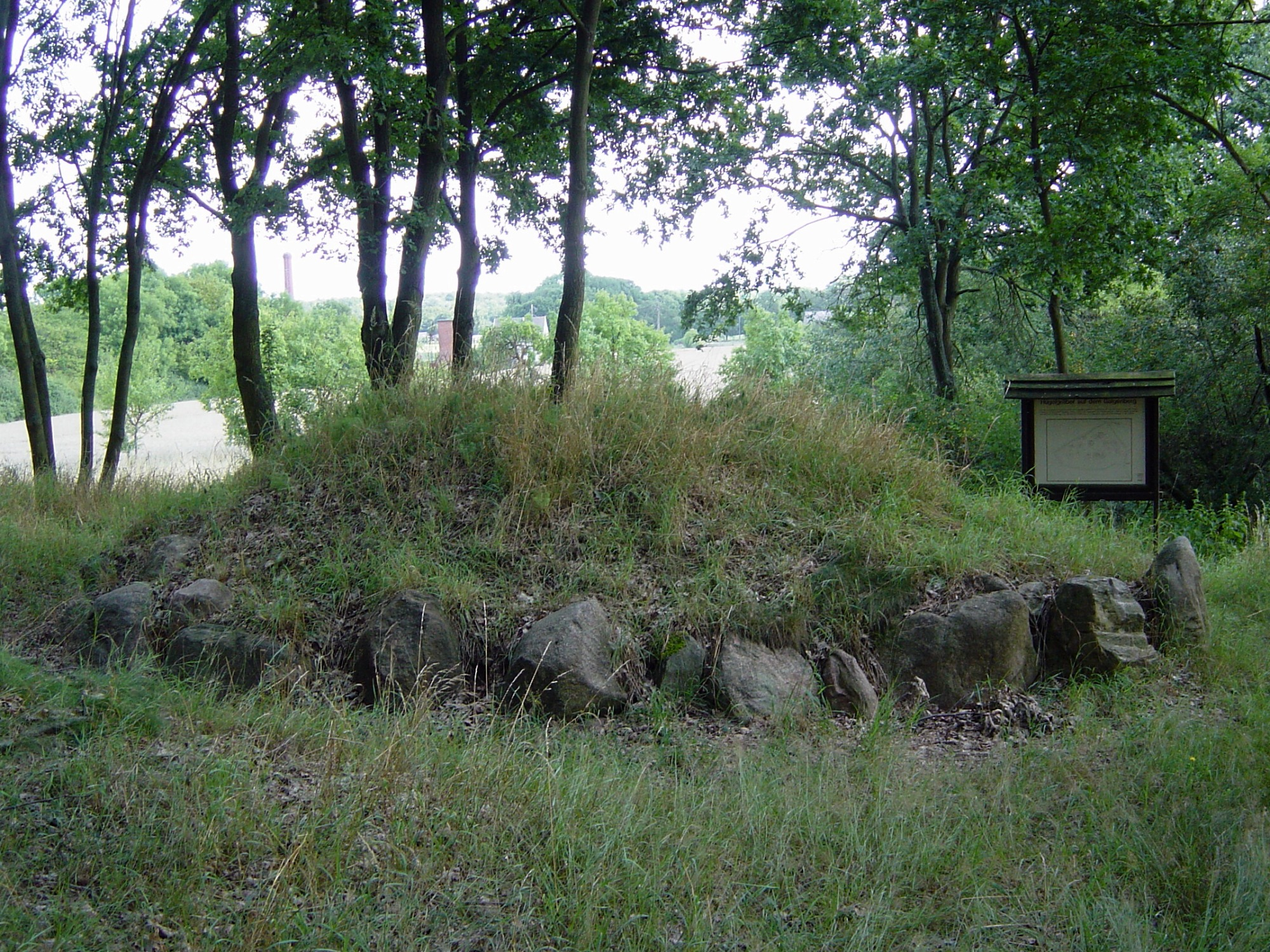
Eines der Hügelgräber auf dem Galgenberg

Hundisburg und Umgebung ist reich an vielfältigen Kulturdenkmalen aus ur- und frühgeschichtlicher Zeit. Bereits im Eiszeitalter lebten hier vor 250.000 Jahren altsteinzeitliche Jäger und Sammler, deren Steinwerkzeuge und die Überreste damals lebender Großsäuger wie Mammut und Wollnashorn in der Parkkiesgrube gefunden wurden. Auf dem Beberberg hat sich eines der über 80 zur historischen Quadratmeile gehörenden Großsteingräber erhalten. Es belegt die Anwesenheit der ersten Ackerbauern und Viehzüchter vor 4500 Jahren in der Jungsteinzeit. Ebenso alt sind die ältesten Bestattungen auf dem Galgenberg unweit der Ziegelei. Oberirdisch sichtbar sind allerdings nur die 13 aus der Bronzezeit stammenden Hügelgräber.

### Denkmale
- Denkmal mit einem Relief des Bildhauers Karl Werner auf dem Alten Friedhof für zwei KZ-Häftlinge, die im April 1945 bei einem Todesmarsch aus dem KZ Dora-Mittelbau bei Hundisburg von SS-Männern ermordet und hier begraben wurden
- Kriegerdenkmal Hundisburg (Erster Weltkrieg)
- Kriegerdenkmal Hundisburg (Befreiungskriege), siehe oben: Näpfchenstein
- Sühnekreuz (Hundisburg)

## Persönlichkeiten
- Andreas I. von Alvensleben (* 1495 in Hundisburg; † 1565), Burgherr auf Burg Calvörde sowie Schlossherr von Schloss Eichenbarleben und Schloss Randau.
- Friedrich Förster (* 13. Februar 1908 in Hundisburg; † 29. März 1999 in Reutlingen), Physiker und Unternehmer, Namensgeber des Professor-Friedrich-Förster-Gymnasiums in Haldensleben.
- Ulrich Hauer (* 1953 in Hundisburg), Grabungstechniker, Kommunalpolitiker und Museumsleiter

## Verkehr
Hundisburg lag an der Bahnstrecke Haldensleben–Eilsleben. Bis 1999 verkehrten hier Personenzüge. Diese Strecke ist seit 2000 stillgelegt.